# Leebiku
Leebiku är en ort i Estland. Den ligger i Põdrala kommun och landskapet Valgamaa, i den södra delen av landet, 170 km söder om huvudstaden Tallinn. Leebiku ligger 47 meter över havet och antalet invånare är 134.
Terrängen runt Leebiku är platt. Runt Leebiku är det glesbefolkat, med 8 invånare per kvadratkilometer. Närmaste större samhälle är Tõrva, 8,9 km söder om Leebiku. I omgivningarna runt Leebiku växer i huvudsak blandskog.